# Nùgoro
Nùgoro (nom oficial en italià: Nuoro) és un municipi italià, situat a la regió de Sardenya i a la província de Nuoro. L'any 2006 tenia 36.454 habitants. Limita amb els municipis de Benetutti (SS), Dorgali, Mamoiada, Oliena, Orani, Orgosolo i Orune.

## Administració
| Període | Identitat          | Partit                 |
| ------- | ------------------ | ---------------------- |
| 2005-   | Mario Demuru Zidda | Demòcrates d'Esquerres |

## Personatges relacionats
- Antonio Ballero
- Anghelu Caria
- Giampietro Chironi,
- Attilio Deffenu,
- Grazia Deledda,
- Marcello Fois,
- Peppino Mereu
- Indro Montanelli
- Giovanni Antonio Murru
- Nicola Porcu Dejana Daga
- Salvatore Rubeddu
- Franceschino Satta
- Salvatore Satta
- Sebastiano Satta
- Paskedda Zau, dirigí la revolta de su Connottu del 1868
- Salvatore Sirigu